# Historia de la doncella Teodor

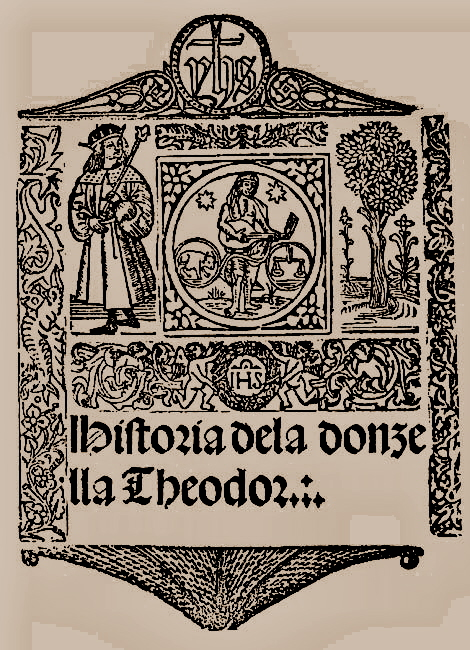
Historia de la doncella Teodor, impreso de h. 1516-1532

Historia de la doncella Teodor es un relato de ficción castellano que contiene un debate sobre temas variados de carácter sapiencial y doctrinal de la segunda mitad del siglo XIII.
Aunque presenta un carácter de historia independiente, perteneció a la colección de Las mil y una noches, lo que corrobora el hecho de que se conserven dos manuscritos árabes españoles de la Historia de la doncella Teodor. 
La historia cuenta cómo un mercader adquiere una hermosa y joven esclava a la que da una buena educación. Como se arruina, la lleva a vender (en connivencia con la propia doncella) al rey como una mujer sabia. Este prueba su valor con disputas ante sabios y poetas de la corte frente a los que la joven demuestra su astucia y sabiduría y consigue, al fin, seguir con su amo y enriquecerlo. 
El libro de la doncella Teodor se conserva en cinco códices del siglo XV, en cuatro de los cuales constituye el último capítulo del libro gnómico Bocados de oro y en otro, aparece junto al Libro del conosçimiento.
A lo largo de su transmisión, la historia, que contenía debates sobre religión islámica, se transformó para adoctrinar a un mundo distinto, el cristiano.